# Вундертхаузен

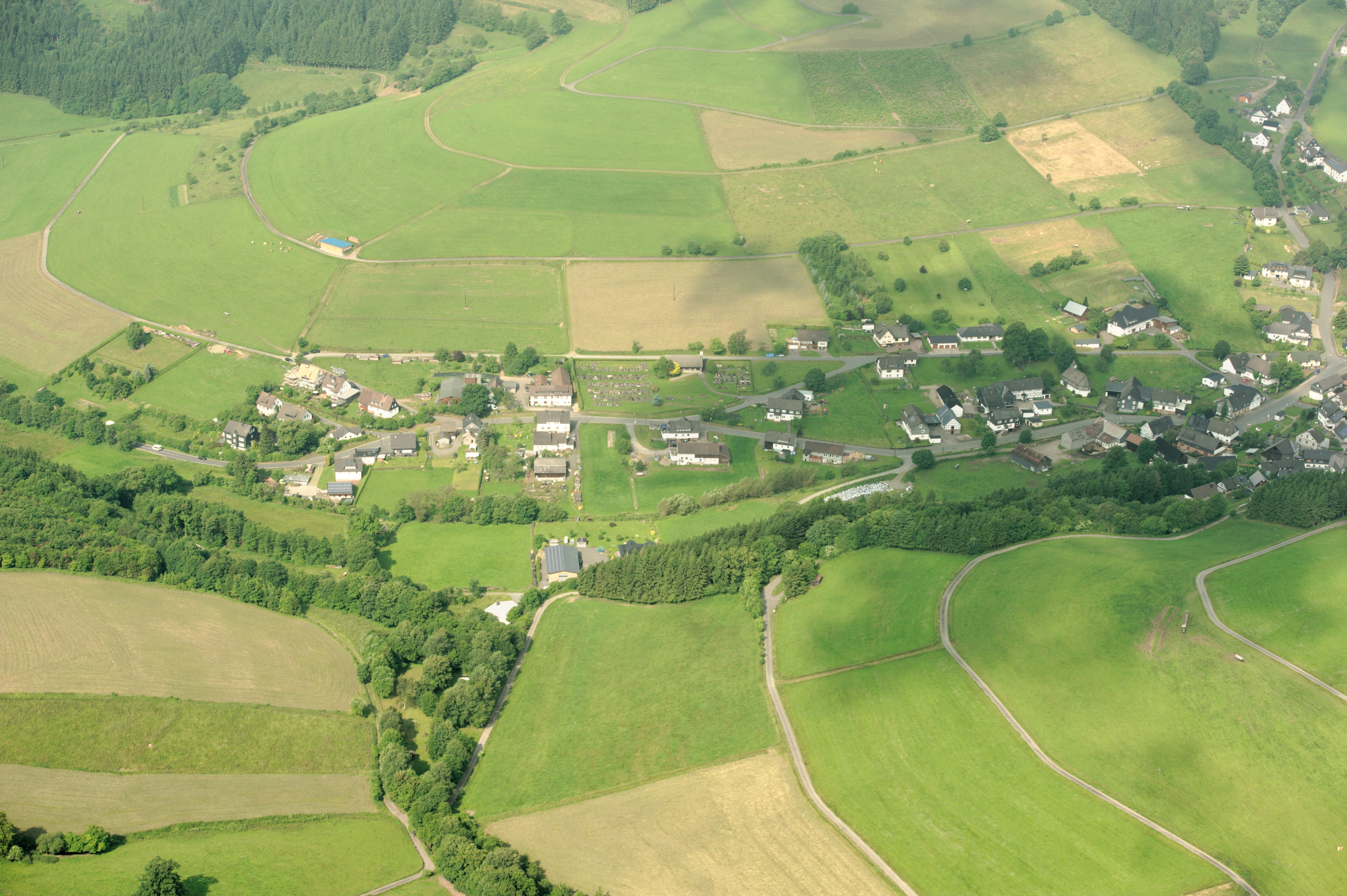
вид на поселение с дрона

Вундертхаузен (нем. Wunderthausen) — поселение сельского типа в составе города Бад-Берлебург в районе Зиген-Виттгенштайн (земля Северный Рейн-Вестфалия, Германия). Населённый пункт был включён в состав Бад-Берлебурга после реформы местного самоуправления 1975 года.

## География

### Положение
Поселение расположено на крайнем северо-востоке Бад-Берлебурга, на границе с землёй Гессен, что неоднократно приводило к спорам о принадлежности Вундертхаузена к той или иной территории. В посёлке начинается река Эльзофф. Через населённый пункт проходит автомобильная дорога земельного значения L 717, соединяющая его как с центром Бал-Берлебурга, так и с городом Халленбергом, района Хохзауэрланд. Поселение окружено горами с крупными лесными массивами.

### Ближайшие населённые пункты
- Диденсхаузен (Diedenshausen) — посёлок на юге, на реке Эльзофф.
- Халленберг (Hallenberg) — город на востоке по дороге L 717.
- Вемлигхаузен — посёлок на западе, по дороге районного значения K 51.
- Крафтхольц (Kraftsholz) — поселение хуторского типа на западе, по дороге K 51.

## История
Первое документальное свидетельство существования поселения датируется 21 января 1303 года. В нём населённый пункт упоминается под названием Вандирдихузен (Wandirdihusen).
В 1338 году в Вундертхаузене впервые упоминается католическая часовня часовня. В 1508-1569 гг. Вундертхаузен церковно принадлежал Бромскирхену. Постройка школы  датирована 1790 годом. В 1816 году Вундертхаузен был включён в состав Прусского государства. Мужской хор поселения основан в 1869 году. В 1873 году последовало основание Ассоциации воинов. С 1892 года Вундертхаузен вместе с поселением Диденсхаузен имели статус отдельного церковного евангелического прихода. Вундертхаузен известен своим производством ложек: в 1916 году, как сообщается, было произведено 900 000 ложек. В 1922 году в Вундертхаузен было проведено электричество. Стрелковый клуб был основан в 1928 году. В 2003 году Вундертхаузен отметил своё 700-летие.

## Динамика численности населения
- 1961: 658 жителей[2]
- 1970: 650 жителей[2]
- 1974: 622 жителя[4]
- 2011: 578 жителей
- 2021: 512 жителей
- 2024: 478 жителей[1]